# Sieboldshausen
Sieboldshausen is een dorp in de gemeente Rosdorf in het Landkreis Göttingen in Nedersaksen in Duitsland. In 1973 werd het bij Rosdorf gevoegd. 
Het dorp wordt voor het eerst vermeld in 981. De dorpskerk werd gebouwd in 1775 waarbij delen van de romaanse voorganger bewaard bleven. 